# Constantin Ticu Dumitrescu
Constantin-Grigore „Ticu“ Dumitrescu (* 27. Mai 1928 in Ciumați (jetzt Olari, Kreis Prahova); † 5. Dezember 2008 in Bukarest) war ein rumänischer Politiker, Dissident und Gegner der Rumänischen Kommunistischen Partei (PCR).

## Leben
Dumitrescu absolvierte ein Studium der Rechtswissenschaften und war anschließend als Rechtsanwalt tätig, als er 1949 wegen seiner Rolle innerhalb der Nationalen Kleinbauernpartei (Partidul Național-Țărănesc) im Kreis Prahova von der kommunistischen Regierung zum Staatsfeind erklärt wurde und deshalb zu 27 Jahren Freiheitsstrafe verurteilt wurde. Er befand sich zunächst bis 1964 in Haft und anschließend unter Hausarrest. Im Anschluss daran wurde ihm die Anwaltslizenz entzogen, so dass er seinen Lebensunterhalt als Bauarbeiter verdienen musste.
Kurz nach dem Sturz des Diktators Nicolae Ceaușescu und der PCR 1989 gehörte er zu den führenden Oppositionspolitikern und wurde er zum Mitglied des Senats (Senatul) gewählt, dem er bis 2000 als Vertreter der Partidul Național Țărănesc Creștin Democrat angehörte.
Trotz der Proteste der Opposition blieben Anhänger und ehemaliger Funktionäre der PCR bis 1996 in maßgeblichen Regierungsämtern, so dass seine Forderung nach Öffnung der Aktenarchive der gefürchteten Geheimpolizei Securitate erst 1996 durch ein Gesetz der Regierung Victor Ciorbea umgesetzt werden konnte. Dabei gestaltete sich wie in anderen ehemaligen Ländern des Ostblocks die Umsetzung dieses nach ihm benannten Gesetzes ("Legea Ticu") insbesondere wegen der Frage eines Zugangs zu den Archiven als schwierig, da diese auch enorme Datenmengen und Beweismittel zur Bespitzelung von Mitbürgern enthielten. Ehemalige kommunistische Mitarbeiter der Securitate forderten daher den Verschluss der Vorgänge. Daneben gab es wegen der Datenmengen Befürchtungen, dass auch Anklagen und Vorwürfe gegen tatsächlich unschuldige Personen erhoben werden könnten. Andere Politiker wiederum forderten ausschließlich die Einsichtnahme in eigene Akten. Dumitrescu setzte sich jedoch letztlich erfolgreich für eine weitgehende Öffnung der Geheimdienstarchive ein. Allerdings kritisierte er wenige Monate vor seinem Tod die drohende Auflösung der Securitate-Untersuchungsbehörde.
Nach seinem Ausscheiden aus dem Senat blieb er bis zu seinem Tode Vorsitzender der Vereinigung ehemaliger politischer Gefangener (Asociației Naționale a Foștilor Deținuți Politici din România – A.F.D.P.R.). Zugleich war er 1991 bis 1999 auch Präsident der Internationalen Union ehemaliger politischer Gefangener.
In einer Würdigung zu seinem Tode erklärte Präsident Traian Băsescu: „Wir haben eine der kraftvollsten Stimmen gegen den Kommunismus verloren. Er blieb aufrecht und ehrwürdig während tausender Tage von Haft und Verhören.“ Ministerpräsident Călin Popescu-Tăriceanu ergänzte: „Constantin Dumitrescu behauptete sich selbst als eine der stärksten Persönlichkeiten im Kampf für die moralische Reinigung vom früheren Regime. Wenn wir Rumänen heute Zugang zu unseren persönlichen politischen Akten haben, ist dies ein überwältigender Erfolg von Constantin Ticu Dumitrescu.“